# Hrádek nad Nisou (stacja kolejowa)
Hrádek nad Nisou – stacja kolejowa w Gródku nad Nysą, w kraju libereckim, w Czechach. Znajduje się na wysokości 270 m n.p.m.
Jest zarządzana przez Správę železnic. Na stacji nie ma możliwości zakupu biletu, a obsługa podróżnych odbywa się w pociągu.

## Linie kolejowe
- Linia kolejowa Liberec – Zittau